# Challenger Bolivia 2022
El torneo Dove Men+Care Challenger Bolivia 2022 fue un torneo de tenis que perteneció al ATP Challenger Tour 2022 en la categoría Challenger 80 y al Circuito Legión Sudamericana 2022. Se trató de la 1.ª edición del torneo y tuvo lugar en la ciudad de Santa Cruz de la Sierra (Bolivia), desde el 24 hasta el 30 de enero de 2022, sobre polvo de ladrillo.

## Jugadores participantes del cuadro de individuales
| Favorito | País                       | Jugador                 | Rank1 | Posición en el torneo |
| -------- | -------------------------- | ----------------------- | ----- | --------------------- |
| 1        | Bandera de Bolivia         | Hugo Dellien            | 114   | Semifinales           |
| 2        | Bandera de Eslovaquia      | Andrej Martin           | 116   | Primera ronda         |
| 3        | Bandera de Argentina       | Francisco Cerúndolo     | 127   | CAMPEÓN               |
| 4        | Bandera de Argentina       | Tomás Martín Etcheverry | 131   | Primera ronda, retiro |
| 5        | Bandera de República Checa | Zdeněk Kolář            | 143   | Segunda ronda         |
| 6        | Bandera de España          | Fernando Verdasco       | 170   | Cuartos de final      |
| 7        | Bandera de Argentina       | Facundo Mena            | 209   | Segunda ronda         |
| 8        | Bandera de Argentina       | Camilo Ugo Carabelli    | 215   | FINAL                 |

- 1 Se ha tomado en cuenta el ranking del 17 de enero de 2022.

### Otros participantes
Los siguientes jugadores recibieron una invitación (wild card), por lo tanto ingresan directamente al cuadro principal (WC):
- Boris Arias
- Murkel Dellien
- Federico Zeballos

Los siguientes jugadores ingresan al cuadro principal tras disputar el cuadro clasificatorio (Q):
- Pedro Cachín
- Matías Franco Descotte
- Diego Hidalgo
- Juan Carlos Prado Angelo
- Cristian Rodríguez
- Gonzalo Villanueva

## Campeones

### Individual Masculino
- Francisco Cerúndolo derrotó en la final a  Camilo Ugo Carabelli, 6–4, 6–3

### Dobles Masculino
- Diego Hidalgo /  Cristian Rodríguez derrotaron en la final a  Andrej Martin /  Tristan-Samuel Weissborn, 4–6, 6–3, [10–8]